# Houen-Hounso
Houen-Hounso ist ein Arrondissement im Departement Zou in Benin. Es ist eine Verwaltungseinheit, die der Gerichtsbarkeit der Kommune Covè untersteht.

## Demographie
Gemäß der Volkszählung von 2013 hatte Houen-Hounso 7911 Einwohner, davon waren 3727 männlich und 4184 weiblich.

## Geographie und Verwaltung
Das Arrondissement liegt als Teil des Departements Zou im Süden des Landes. Es setzt sich aus den sieben Teilen Agbangnanhoué, Azonholi, Dahoué, Dahouigon, Gandahogon, Sèslamè und Toué zusammen.